# Thomas Linke
Thomas Linke (Sömmerda, 26 dicembre 1969) è un ex calciatore tedesco, di ruolo difensore centrale.
Con all'attivo più di 600 incontri da professionista, in vent'anni di carriera ha vinto 16 titoli, 14 con la maglia del Bayern Monaco, tra i quali una Champions (2001) e una Coppa Intercontinentale (2001). Con la casacca dello Schalke 04, nel 1997, vinse la Coppa UEFA ai danni dell'Inter.

## Carriera

### Club
Inizia la sua carriera da professionista nel Rot-Weiss Erfurt, dove gioca fino al 1992, per poi passare allo Schalke 04.
È nello Schalke 04 che esplode tutto il suo talento, in particolare quando nel 1997 vince la Coppa UEFA in finale contro l'Inter e ottiene la convocazione in nazionale.
A quel punto sembra chiaro che il giocatore ha le qualità per potersi ritagliare spazio anche in una squadra di caratura mondiale come il Bayern Monaco, che nel 1998 lo ingaggia.
Al Bayern Monaco Linke trascorre 7 stagioni ai massimi livelli, vincendo da protagonista 5 campionati, 4 Coppe di Germania, 4 Coppe di Lega tedesca, una Champions League ed una Coppa Intercontinentale. In quegli anni partecipò anche agli Europei del 2000 ed ai Mondiali del 2002, dove con la Germania perse la finalissima contro il Brasile.
Nel 2005 deve lasciare il posto alle nuove leve della squadra bavarese, e quindi viene ceduto al Red Bull Salisburgo. In Austria in 2 stagioni vince 2 campionati, uno dei quali con Giovanni Trapattoni in panchina, e nel 2007 torna al Bayern Monaco, ma nella squadra II. Si ritira dal calcio giocato nel 2008.

### Nazionale
Sceso in campo in 43 occasioni con la maglia della Nazionale tedesca, ha partecipato a una Confederations Cup, un Europeo e un Mondiale tra il 1999 e il 2002: in particolare al Mondiale 2002 la Germania arriva in finale contro il Brasile, Linke gioca tutti gli incontri del torneo, ma la finale è vinta dai verdeoro per 2-0 con una doppietta di Ronaldo.

## Palmarès

### Competizioni nazionali
- Campionato tedesco: 5

Bayern Monaco: 1998-1999, 1999-2000, 2000-2001, 2002-2003, 2004-2005
- Coppa di Germania: 3

Bayern Monaco: 1999-2000, 2002-2003, 2004-2005
- Coppa di Lega tedesca: 4

Bayern Monaco: 1998, 1999, 2000, 2004
- Campionato austriaco: 1

Red Bull Salisburgo: 2006-2007

### Competizioni internazionali
- Coppa UEFA: 1

Schalke 04: 1996-1997
- UEFA Champions League: 1

Bayern Monaco: 2000-2001
- Coppa Intercontinentale: 1

Bayern Monaco: 2001